# KAA Gent in het seizoen 2007/08
Dit artikel beschrijft de prestaties van de Belgische voetbalclub KAA Gent in het seizoen 2007-2008.

## Gebeurtenissen

### Zomermercato
Na drie seizoenen als trainer van KAA Gent had Georges Leekens eind mei 2007 bekendgemaakt dat hij naar Lokeren vertrok. Op 13 juni werd de terugkeer aangekondigd van de Noor Trond Sollied, de trainer die Gent in het seizoen 1999-2000 voor het eerst in negen jaar een Europees ticket had bezorgd. Sollied bracht zijn assistent-trainers van bij Olympiakos, Chris Van Puyvelde en Čedomir Janevski, mee naar Gent.
Frédéric Herpoel verliet de club, na precies tien seizoenen het Gentse doel verdedigd te hebben. Hij had geen contractverlenging gekregen en zou later dat seizoen naar RAEC Mons trekken. Sterkhouder Nicolas Lombaerts werd verkocht aan het Russische Zenit Sint-Petersburg voor een transfersom van naar verluidt zo'n vier miljoen euro. Daarnaast vertrokken onder meer ook nog Sandy Martens (naar KSK Beveren), Damir Mirvić (naar KSV Roeselare), Nebojša Pavlović (naar KSC Lokeren) en Stephen Laybutt (naar Newcastle United Jets in zijn geboorteland Australië). Kenny Thompson werd verhuurd aan KSV Roeselare, en Patrice Noukeu aan het Griekse Skoda Xanthi. Petter Rudi zette een punt achter zijn profcarrière.
Ook in omgekeerde richting viel er heel wat beweging op te tekenen. In de plaats van Herpoel werd de Serviër Bojan Jorgačević (FK Rad Belgrado) aangetrokken om de concurrentie aan te gaan met Alexandre Martinovic. Andere nieuwkomers waren Jonas De Roeck (van Germinal Beerschot), Christophe Grondin en Aleksandar Mutavdžić (beide van Cercle Brugge), Admir Haznadar (van KVSK United), Boban Grnčarov (van het Oekraïense Stal Altsjevsk), Miloš Marić (van het Griekse Olympiakos Piraeus), Massimo Moia (van het Franse FC Sochaux), Roberto Rosales (van het Venezolaanse Caracas Fútbol Club), Bernd Thijs (van Borussia Mönchengladbach) en Gil Vermouth (van het Israëlische Hapoel Tel Aviv FC).

### Intertoto en eerste competitiehelft
In de Intertoto kon Gent zonder moeite het Ierse Cliftonville verslaan in de tweede voorronde. In de derde voorronde bleek het Deense Aalborg echter te sterk. Daardoor was het Europese avontuur voor de Buffalo's ten einde nog voor de start van de nationale competitie.
Gent begon sterk aan de competitie met drie overwinningen op rij, waaronder een 5-0-zege tegen vicekampioen KRC Genk, en stond daarmee alleen op de eerste plaats. Daarna duurde het echter maar liefst acht speeldagen voordat de Buffalo's nog eens de drie punten konden binnenhalen (2-0 thuiswinst tegen RAEC Mons op 26 oktober). Daardoor waren ze weggezakt naar de achtste plaats. De daaropvolgende wedstrijden werden opnieuw meer punten behaald, zodat de eerste competitiehelft op een zesde plaats kon worden afgesloten. In de beker had Gent zich na winst tegen tweedeklasser KVK Tienen geplaatst voor de achtste finale.

### Wintermercato
Tijdens de wintertransferperiode werden de Senegalees Khalilou Fadiga, die al enkele maanden zonder contract zat, en de Slovenen Zlatan Ljubijankič (NK Domžale) en Marko Šuler (ND Gorica) aangetrokken. Guillaume Gillet werd verkocht aan RSC Anderlecht en Christophe Grégoire aan het Nederlandse Willem II. Alin Stoica vertrok naar Moeskroen, en Marcin Żewłakow werd verhuurd aan FCV Dender EH.

### Slot van de competitie en bekerfinale
Na winst tegen RAEC Mons in de achtste finale van de beker kreeg Gent tweedeklasser KV Kortrijk met coach Hein Vanhaezebrouck als tegenstander voor de kwartfinales. De heenwedstrijd werd met 5-1 verloren. Ondanks deze ruime nederlaag konden de Buffalo's zich alsnog plaatsen voor de halve finales dankzij een 4-0 overwinning in de terugwedstrijd op 27 februari. Het noodzakelijke vierde doelpunt werd in de slotseconden omgezet door Zlatan Ljubijankič.
Eerder in februari was bekendgeraakt dat Trond Sollied in beeld was bij sc Heerenveen om er na afloop van het seizoen coach te worden. Deze geruchten bleven aanhouden, totdat Heerenveen op 25 maart de overstap van Sollied bekendmaakte. Sollied zou wel het lopende seizoen bij Gent volmaken.
Begin april verloor Gent met 2-3 tegen STVV, de vierde competitienederlaag op rij. Na deze nederlaag werd in de pers gespeculeerd over een vervroegd vertrek van Sollied, maar het bestuur besloot om tot het einde van het seizoen met Sollied door te gaan. De daaropvolgende wedstrijd, op het veld van KV Mechelen, werd de vijfde verliespartij op rij in de competitie. Gent stond op dat moment op de zevende plaats.
De heenmatch van de halve bekerfinale tegen Standard Luik was op 2-2 geëindigd, maar de return in het Ottenstadion (die plaatsvond op het moment dat Gent net 0 op 15 had gehaald in de competitie) eindigde net als in de kwartfinales op 4-0. Zo haalde Gent de bekerfinale door Standard Luik, de latere landskampioen van dat seizoen, uit te schakelen. De laatste vier competitiewedstrijden behaalden de Buffalo's nog 8 punten op 12, waardoor de competitie toch nog afgesloten werd op de zesde plaats.
Een week na de laatste competitiewedstrijd, op 18 mei 2008, trokken 20 000 Gentenaars in 224 bussen en honderden auto’s naar het Koning Boudewijnstadion in Brussel om de bekerfinale bij te wonen. In Gent zelf volgden 3 000 thuisblijvers de wedstrijd op een groot scherm op het Sint-Pietersplein. Op de Sint-Baafskathedraal werd een blauwwitte vlag gehesen van 36 m² groot. Ondanks dat Gent tweemaal op voorsprong kwam, verloor het uiteindelijk toch de spektakelrijke wedstrijd tegen RSC Anderlecht met 2-3. Het beslissende doelpunt van Anderlecht werd gescoord door uitgerekend Guillaume Gillet, die het seizoen bij Gent was gestart en tijdens de wintermercato naar Anderlecht was vertrokken. Ondanks de nederlaag verzamelden na afloop van de wedstrijd 6 000 supporters in Gent voor een begroeting van de spelers. Als verliezend bekerfinalist was Gent, ondanks zijn zesde plaats in de competitie, geplaatst voor de tweede voorronde van de UEFA cup.

## Spelerskern
| Nr.           | Naam                   | Nationaliteit                  | Geboortedatum | Competitie | Competitie | Beker | Beker | Andere | Andere | Europees | Europees | Totaal | Totaal | Bij de club sinds | Laatste club             | Positie     |
| Nr.           | Naam                   | Nationaliteit                  | Geboortedatum | W          |            | W     |       | W      |        | W        |          | W      |        | Bij de club sinds | Laatste club             | Positie     |
| ------------- | ---------------------- | ------------------------------ | ------------- | ---------- | ---------- | ----- | ----- | ------ | ------ | -------- | -------- | ------ | ------ | ----------------- | ------------------------ | ----------- |
| Keepers       |                        |                                |               |            |            |       |       |        |        |          |          |        |        |                   |                          |             |
| 1             | Alexandre Martinovic   | Vlag van Frankrijk             | 31-05-1985    | 1          | 0          | 1     | 0     | 0      | 0      | 4        | 0        | 6      | 0      | 2006              | FC Sochaux               | DM          |
| 23            | Stijn Van Der Kelen    | Vlag van België                | 11-06-1990    | 0          | 0          | 0     | 0     | 0      | 0      | 0        | 0        | 0      | 0      | 2007              | Eigen jeugd              | DM          |
| 29            | Bojan Jorgačević       | Vlag van Servië                | 12-02-1982    | 33         | 0          | 6     | 0     | 0      | 0      | 0        | 0        | 39     | 0      | 2007              | Rad Belgrado             | DM          |
| Verdedigers   |                        |                                |               |            |            |       |       |        |        |          |          |        |        |                   |                          |             |
| 2             | Dario Smoje            | Vlag van Kroatië               | 19-09-1978    | 5          | 0          | 3     | 0     | 0      | 0      | 0        | 0        | 8      | 0      | 2005              | NK Zagreb                | CV          |
| 3             | Damir Mirvić(1)        | Vlag van Bosnië en Herzegovina | 30-11-1982    | 0          | 0          | 0     | 0     | 0      | 0      | 1        | 0        | 1      | 0      | 2005              | FK Sarajevo              | CV          |
| 3             | Mehmedalija Čović(2)   | Vlag van Bosnië en Herzegovina | 16-03-1986    | 2          | 0          | 0     | 0     | 0      | 0      | 0        | 0        | 2      | 0      | 2007              | FK Sloboda Tuzla         | CV          |
| 3             | Marko Šuler(3)         | Vlag van Slovenië              | 09-03-1983    | 13         | 1          | 4     | 0     | 0      | 0      | 0        | 0        | 17     | 1      | 2008              | ND Gorica                | CV          |
| 4             | Djordje Svetlicic      | Vlag van Servië                | 05-01-1974    | 18         | 0          | 2     | 0     | 0      | 0      | 3        | 0        | 23     | 0      | 2006              | Cercle Brugge            | CV          |
| 5             | Boban Grnčarov         | Vlag van Noord-Macedonië       | 12-08-1982    | 20         | 3          | 3     | 0     | 0      | 0      | 4        | 0        | 27     | 3      | 2007              | Stal Altsjevsk           | CV          |
| 6             | Yannick Marchand       | Vlag van België                | 15-08-1988    | 0          | 0          | 0     | 0     | 0      | 0      | 0        | 0        | 0      | 0      | 2007              | Eigen jeugd              | RB          |
| 13            | Laurens Maldrie        | Vlag van België                | 27-01-1989    | 1          | 0          | 0     | 0     | 0      | 0      | 0        | 0        | 1      | 0      | 2007              | Eigen jeugd              | CV          |
| 17            | Roberto Rosales        | Vlag van Venezuela             | 20-11-1988    | 15         | 0          | 5     | 0     | 0      | 0      | 1        | 0        | 21     | 0      | 2007              | Caracas Fútbol Club      | RB; RM      |
| 22            | Massimo Moia           | Vlag van België                | 09-03-1987    | 24         | 1          | 3     | 1     | 0      | 0      | 4        | 0        | 31     | 2      | 2007              | FC Sochaux               | LB          |
| 24            | Aleksandar Mutavdžić   | Vlag van Servië                | 03-01-1977    | 21         | 0          | 6     | 1     | 0      | 0      | 3        | 0        | 30     | 1      | 2007              | Cercle Brugge            | LB          |
| 27            | Jonas De Roeck         | Vlag van België                | 20-12-1979    | 18         | 0          | 5     | 0     | 0      | 0      | 0        | 0        | 23     | 0      | 2007              | Germinal Beerschot       | CV          |
| Middenvelders |                        |                                |               |            |            |       |       |        |        |          |          |        |        |                   |                          |             |
| 7             | Christophe Grondin     | Vlag van Frankrijk             | 02-09-1983    | 20         | 0          | 4     | 0     | 0      | 0      | 4        | 0        | 28     | 0      | 2007              | Cercle Brugge            | CVM; RB     |
| 8             | Nebojša Pavlović(1)    | Vlag van Servië                | 09-04-1981    | 2          | 0          | 0     | 0     | 0      | 0      | 1        | 0        | 3      | 0      | 2006              | FK Rad                   | CVM         |
| 8             | Bernd Thijs            | Vlag van België                | 28-06-1978    | 22         | 1          | 5     | 1     | 0      | 0      | 0        | 0        | 27     | 2      | 2007              | Borussia Mönchengladbach | CVM; CV     |
| 10            | Randall Azofeifa       | Vlag van Costa Rica            | 30-12-1984    | 18         | 5          | 6     | 1     | 0      | 0      | 1        | 0        | 25     | 6      | 2006              | Deportivo Saprissa       | CM          |
| 11            | Gil Vermouth           | Vlag van Israël                | 05-08-1985    | 21         | 1          | 5     | 2     | 0      | 0      | 2        | 0        | 28     | 3      | 2007              | Hapoel Tel Aviv FC       | RM          |
| 12            | Guillaume Gillet(2)    | Vlag van België                | 09-03-1984    | 16         | 1          | 1     | 0     | 0      | 0      | 4        | 0        | 21     | 1      | 2006              | KAS Eupen                | CVM; RB; RM |
| 14            | Christophe Grégoire(2) | Vlag van België                | 20-04-1980    | 16         | 5          | 1     | 0     | 0      | 0      | 1        | 0        | 18     | 5      | 2005              | RSC Anderlecht           | LM          |
| 16            | Alin Stoica(2)         | Vlag van Roemenië              | 10-12-1979    | 8          | 0          | 1     | 0     | 0      | 0      | 3        | 0        | 12     | 0      | 2006              | FC Politehnica Timișoara | CAM         |
| 20            | Bryan Ruiz             | Vlag van Costa Rica            | 18-08-1985    | 31         | 11         | 7     | 3     | 0      | 0      | 1        | 0        | 39     | 14     | 2006              | Alajuelense              | CAM; LV     |
| 21            | Davy De Beule          | Vlag van België                | 07-11-1981    | 9          | 0          | 1     | 0     | 0      | 0      | 4        | 1        | 14     | 1      | 2005              | KSC Lokeren              | RM          |
| 28            | Miloš Marić            | Vlag van Servië                | 05-03-1982    | 29         | 4          | 6     | 3     | 0      | 0      | 0        | 0        | 35     | 7      | 2007              | Olympiakos Piraeus       | CM          |
| 99            | Khalilou Fadiga(3)     | Vlag van Senegal               | 30-12-1974    | 17         | 0          | 4     | 0     | 0      | 0      | 0        | 0        | 21     | 0      | 2007              | Coventry City FC         | LM, LV      |
| Aanvallers    |                        |                                |               |            |            |       |       |        |        |          |          |        |        |                   |                          |             |
| 9             | Marcin Żewłakow(2)     | Vlag van Polen                 | 22-04-1976    | 16         | 3          | 3     | 0     | 0      | 0      | 4        | 0        | 23     | 3      | 2006              | FC Metz                  | SP          |
| 15            | Adekanmi Olufade       | /                              | 07-01-1980    | 25         | 9          | 4     | 1     | 0      | 0      | 4        | 4        | 33     | 14     | 2006              | Al-Siliya                | SP          |
| 18            | Dominic Foley          | Vlag van Ierland               | 07-07-1976    | 32         | 11         | 6     | 2     | 0      | 0      | 4        | 3        | 42     | 16     | 2005              | Bohemians Dublin FC      | SP          |
| 19            | Dieter Wittesaele      | Vlag van België                | 21-01-1989    | 1          | 0          | 1     | 0     | 0      | 0      | 0        | 0        | 2      | 0      | 2007              | Cercle Brugge            | SP          |
| 25            | Admir Haznadar         | Vlag van Bosnië en Herzegovina | 25-07-1985    | 7          | 1          | 3     | 0     | 0      | 0      | 2        | 0        | 12     | 1      | 2007              | KVSK United              | SP          |
| 30            | Zlatan Ljubijankič(3)  | Vlag van Slovenië              | 15-12-1983    | 7          | 0          | 2     | 1     | 0      | 0      | 0        | 0        | 9      | 1      | 2008              | NK Domžale               | SP; RV      |

DM: Doelman, RB: Rechtsback, CV: Centrale verdediger, LB: Linksback, CVM: Verdedigende middenvelder, CM: Centrale middenvelder, RM: Rechtsmidden, LM: Linksmidden, CAM: Aanvallende middenvelder, RV: Rechter vleugelspits, LV: Linker vleugelspits, CA: Hangende spits, SP: Diepste spits, : Aanvoerder

(1): werd verkocht tijdens de zomertransferperiode (zie verder) maar speelde in het begin van het seizoen nog enkele wedstrijden voor KAA Gent

(2): enkel eerste seizoenshelft bij KAA Gent; zie wintertransfers uitgaand

(3): enkel tweede seizoenshelft bij KAA Gent; zie wintertransfers inkomend

## Technische staf
| Functie            | Naam                | Nationaliteit |
| ------------------ | ------------------- | ------------- |
| Hoofdtrainer/coach | Trond Sollied       | Noorwegen     |
| Assistent-coach    | Chris Van Puyvelde  | België        |
| Assistent-coach    | Čedomir Janevski    | België        |
| Assistent-coach    | Chris Van Trappen   | België        |
| Keeperstrainer     | Gino Devriendt      | België        |
| Conditietrainer    | Renaat Philippaerts | België        |

## Transfers

### Ingaand
| Naam                 | Land                           | Positie | Van                      | Type             |       |
| zomer                | zomer                          | zomer   | zomer                    | zomer            | zomer |
| -------------------- | ------------------------------ | ------- | ------------------------ | ---------------- | ----- |
| Mehmedalija Čović    | Vlag van Bosnië en Herzegovina | V       | FK Sloboda Tuzla         |                  |       |
| Jonas De Roeck       | Vlag van België                | V       | Germinal Beerschot       | transfervrij     |       |
| Boban Grnčarov       | Vlag van Noord-Macedonië       | V       | Stal Altsjevsk           |                  |       |
| Christophe Grondin   | Vlag van Frankrijk             | M       | Cercle Brugge            |                  |       |
| Admir Haznadar       | Vlag van Bosnië en Herzegovina | A       | KVSK United              | transfervrij     |       |
| Bojan Jorgačević     | Vlag van Servië                | DM      | Rad Belgrado             | transfervrij     |       |
| Laurens Maldrie      | Vlag van België                | V       | eigen jeugd              | overdracht jeugd |       |
| Yannick Marchand     | Vlag van België                | V       | eigen jeugd              | overdracht jeugd |       |
| Miloš Marić          | Vlag van Servië                | M       | Olympiakos Piraeus       | transfervrij     |       |
| Massimo Moia         | Vlag van België                | V       | FC Sochaux               | transfervrij     |       |
| Aleksandar Mutavdžić | Vlag van Servië                | V       | Cercle Brugge            | transfervrij     |       |
| Roberto Rosales      | Vlag van Venezuela             | V       | Caracas Fútbol Club      |                  |       |
| Bernd Thijs          | Vlag van België                | M       | Borussia Mönchengladbach | transfervrij     |       |
| Gil Vermouth         | Vlag van Israël                | M       | Hapoel Tel Aviv FC       | aankoop          |       |
| Dieter Wittesaele    | Vlag van België                | A       | Cercle Brugge            | transfervrij     |       |
| winter               |                                |         |                          |                  |       |
| Khalilou Fadiga      | Vlag van Senegal               | M       | vrije speler             | transfervrij     |       |
| Zlatan Ljubijankič   | Vlag van Slovenië              | A       | NK Domžale               | aankoop          |       |
| Marko Šuler          | Vlag van Slovenië              | V       | ND Gorica                |                  |       |

### Uitgaand
| Naam                  | Land                           | Positie | Naar                     | Type         |       |
| zomer                 | zomer                          | zomer   | zomer                    | zomer        | zomer |
| --------------------- | ------------------------------ | ------- | ------------------------ | ------------ | ----- |
| Jean-Jacques Domoraud | Vlag van Ivoorkust             | V       | einde carrière           |              |       |
| Frédéric Herpoel      | Vlag van België                | DM      | RAEC Mons                | transfervrij |       |
| Stephen Laybutt       | Vlag van Australië             | V       | Newcastle United Jets    | transfervrij |       |
| Nicolas Lombaerts     | Vlag van België                | V       | FK Zenit Sint-Petersburg | verkoop      |       |
| Sandy Martens         | Vlag van België                | A       | KSK Beveren              | transfervrij |       |
| Dries Mertens         | Vlag van België                | A       | AGOVV Apeldoorn          |              |       |
| Damir Mirvić          | Vlag van Bosnië en Herzegovina | V       | KSV Roeselare            | transfervrij |       |
| Mahamed Habib N'Diaye | Vlag van Mali                  | V       | KV Kortrijk              | verhuur      |       |
| Ernest Webnje Nfor    | Vlag van Kameroen              | A       | KV Kortrijk              | verhuur      |       |
| Patrice Noukeu        | Vlag van Kameroen              | M       | Skoda Xanthi             | verhuur      |       |
| Djima Oyawolé         | Vlag van Togo                  | A       | einde carrière           |              |       |
| Nebojša Pavlović      | Vlag van Servië                | V       | KSC Lokeren              | transfervrij |       |
| Petter Rudi           | Vlag van Noorwegen             | M       | einde carrière           |              |       |
| Bassalia Sakanoko     | Vlag van Ivoorkust             | A       | RRC Péruwelz             | transfervrij |       |
| Kenny Thompson        | Vlag van België                | V       | KSV Roeselare            | verhuur      |       |
| Sören Van De Moortele | Vlag van België                | DM      | KFC Evergem-Center       | transfervrij |       |
| Kenneth Weytens       | Vlag van België                | M       | FCN Sint-Niklaas         | transfervrij |       |
| winter                |                                |         |                          |              |       |
| Mehmedalija Čović     | Vlag van Bosnië en Herzegovina | V       | KSV Roeselare            | verhuur      |       |
| Guillaume Gillet      | Vlag van België                | M       | RSC Anderlecht           | verkoop      |       |
| Christophe Grégoire   | Vlag van België                | M       | Willem II                | verkoop      |       |
| Patrice Noukeu        | Vlag van Kameroen              | M       | KV Mechelen              | verhuur      |       |
| Alin Stoica           | Vlag van Roemenië              | M       | Excelsior Moeskroen      | transfervrij |       |
| Marcin Żewłakow       | Vlag van Polen                 | A       | FCV Dender EH            | verhuur      |       |

## Oefenwedstrijden
- 4 juli 2007 - 18:00: Top Oss 0-2 KAA Gent
- 18 juli 2007 - 19:30: KSK Ronse 2-6 KAA Gent
- 25 juli 2007 - 19:30: VW Hamme 2-5 KAA Gent
- 1 augustus 2007 - 19:00: HSV Hoek 2-8 KAA Gent
- 7 september 2007 - 14:30: SBV Excelsior 3-1 KAA Gent
- 12 oktober 2007 - 19:30: KAA Gent 1-1 Valenciennes FC
- 20 november 2007 - 19:30: KSV Oudenaarde 0-4 KAA Gent
- 22 januari 2008 - 19:30: KAA Gent	1-2 Borussia Dortmund

## Jupiler Pro League

### Wedstrijden
| Jupiler Pro League                                            |                                                                 |                         |                                                    | |                                                             |
| Wedstrijddetails                                              | Thuisploeg                                                      | Uitslag                 | Uitploeg                                           | Opstelling | Kaarten                                                     |
| Heenronde                                                     |                                                                 |                         |                                                    | |                                                             |
| 5 augustus 2007 18:00 Le Canonnier Moeskroen                  | Excelsior Moeskroen                                             | 1-4                     | KAA Gent                                           | Jorgačević Gillet, Grnčarov, Mutavdžić, Moia Grondin, De Beule, Stoica (89' Marić) Olufade, Żewłakow (72' Vermouth), Grégoire (86' Ruiz)      | 9' Jorgačević 45' Grnčarov 77' Stoica                       |
| 5 augustus 2007 18:00 Le Canonnier Moeskroen                  | Čustović (pen.) 10'                                             | 0-1 1-1 1-2 1-3 1-4     | 8' Grégoire 16' Grégoire 69' Żewłakow 92' Vermouth | Jorgačević Gillet, Grnčarov, Mutavdžić, Moia Grondin, De Beule, Stoica (89' Marić) Olufade, Żewłakow (72' Vermouth), Grégoire (86' Ruiz)      | 9' Jorgačević 45' Grnčarov 77' Stoica                       |
| 11 augustus 2007 18:00 Jules Ottenstadion Gent                | KAA Gent                                                        | 5-0                     | KRC Genk                                           | Jorgačević Gillet, Grnčarov, Mutavdžić, Moia Grondin (85' Pavlović), Marić, Stoica (76' Azofeifa) Olufade, Żewłakow (74' Foley), Grégoire     | 25' Grnčarov 66' Stoica                                     |
| 11 augustus 2007 18:00 Jules Ottenstadion Gent                | Grnčarov 35' Żewłakow 57' Grégoire 68' Olufade 70' Azofeifa 90' | 1-0 2-0 3-0 4-0 5-0     |                                                    | Jorgačević Gillet, Grnčarov, Mutavdžić, Moia Grondin (85' Pavlović), Marić, Stoica (76' Azofeifa) Olufade, Żewłakow (74' Foley), Grégoire     | 25' Grnčarov 66' Stoica                                     |
| 18 augustus 2007 20:00 Edmond Machtensstadion Molenbeek       | FC Brussels                                                     | 0-2                     | KAA Gent                                           | Jorgačević Gillet, Grnčarov, Mutavdžić, Moia Grondin, Pavlović, Stoica (65' Vermouth) Olufade (89' Ruiz), Żewłakow (46' Foley), Grégoire      | 51' Grégoire 91' Moia                                       |
| 18 augustus 2007 20:00 Edmond Machtensstadion Molenbeek       |                                                                 | 0-1 0-2                 | 69' Grégoire 90' Moia                              | Jorgačević Gillet, Grnčarov, Mutavdžić, Moia Grondin, Pavlović, Stoica (65' Vermouth) Olufade (89' Ruiz), Żewłakow (46' Foley), Grégoire      | 51' Grégoire 91' Moia                                       |
| 25 augustus 2007 20:00 Jules Ottenstadion Gent                | KAA Gent                                                        | 1-1                     | SV Zulte Waregem                                   | Jorgačević Gillet, Grnčarov, Mutavdžić, Moia Grondin, Marić (67' Vermouth), Stoica (77' Ruiz) Olufade (84' Azofeifa), Foley, Grégoire         |                                                             |
| 25 augustus 2007 20:00 Jules Ottenstadion Gent                | Grégoire 37'                                                    | 0-1 1-1                 | 14' Leye                                           | Jorgačević Gillet, Grnčarov, Mutavdžić, Moia Grondin, Marić (67' Vermouth), Stoica (77' Ruiz) Olufade (84' Azofeifa), Foley, Grégoire         |                                                             |
| 1 september 2007 20:00 Jan Breydelstadion Brugge              | Cercle Brugge                                                   | 4-1                     | KAA Gent                                           | Jorgačević Gillet, Grnčarov, Mutavdžić, Moia Grondin (66' Vermouth), De Beule (56' Foley), Stoica (34' Azofeifa) Olufade, Żewłakow, Grégoire  | 10' Moia 53' Grondin 70' Mutavdžić                          |
| 1 september 2007 20:00 Jan Breydelstadion Brugge              | Gombami 8' Iachtchouk 33' Iachtchouk 46' De Smet 90'            | 1-0 2-0 3-0 3-1 4-1     | 66' Azofeifa                                       | Jorgačević Gillet, Grnčarov, Mutavdžić, Moia Grondin (66' Vermouth), De Beule (56' Foley), Stoica (34' Azofeifa) Olufade, Żewłakow, Grégoire  | 10' Moia 53' Grondin 70' Mutavdžić                          |
| 16 september 2007 18:00 Jules Ottenstadion Gent               | KAA Gent                                                        | 1-1                     | Standard Luik                                      | Jorgačević Gillet, Svetlicic, Grnčarov, Moia Grondin (46' Rosales), Thijs (90' De Roeck), Marić Olufade (64' Foley), Żewłakow, Grégoire       | 25' Svetlicic 32' Żewłakow                                  |
| 16 september 2007 18:00 Jules Ottenstadion Gent               | Thijs 70'                                                       | 1-0 1-1                 | 44' De Camargo                                     | Jorgačević Gillet, Svetlicic, Grnčarov, Moia Grondin (46' Rosales), Thijs (90' De Roeck), Marić Olufade (64' Foley), Żewłakow, Grégoire       | 25' Svetlicic 32' Żewłakow                                  |
| 22 september 2007 20:00 Jules Ottenstadion Gent               | KAA Gent                                                        | 1-1                     | KSV Roeselare                                      | Jorgačević Gillet, Svetlicic, Grnčarov, Moia Thijs, Marić, Grégoire Olufade (65' Foley), Żewłakow, Ruiz (85' Vermouth)                        | 55' Moia 61' Svetlicic 66' Gillet                           |
| 22 september 2007 20:00 Jules Ottenstadion Gent               | Olufade 38'                                                     | 1-0 1-1                 | 4' Dissa                                           | Jorgačević Gillet, Svetlicic, Grnčarov, Moia Thijs, Marić, Grégoire Olufade (65' Foley), Żewłakow, Ruiz (85' Vermouth)                        | 55' Moia 61' Svetlicic 66' Gillet                           |
| 30 september 2007 20:30 Olympisch Stadion Antwerpen           | Germinal Beerschot                                              | 2-2                     | KAA Gent                                           | Jorgačević Gillet, Svetlicic, Grnčarov, Mutavdžić Thijs, Marić, Grégoire Olufade (67' Foley), Żewłakow (87' Grondin), Ruiz (87' Vermouth)     | 67' Olufade 75' Marić 75' Foley 85' Grégoire                |
| 30 september 2007 20:30 Olympisch Stadion Antwerpen           | Losada (pen.) 75' Ederson 88'                                   | 0-1 0-2 1-2 2-2         | 29' Ruiz 41' Marić                                 | Jorgačević Gillet, Svetlicic, Grnčarov, Mutavdžić Thijs, Marić, Grégoire Olufade (67' Foley), Żewłakow (87' Grondin), Ruiz (87' Vermouth)     | 67' Olufade 75' Marić 75' Foley 85' Grégoire                |
| 6 oktober 2007 20:00 Jules Ottenstadion Gent                  | KAA Gent                                                        | 1-1                     | KVC Westerlo                                       | Jorgačević Gillet, Svetlicic, Grnčarov, Moia Thijs, Marić (90' Azofeifa), Grégoire Olufade (45' Vermouth), Żewłakow (46' Foley), Ruiz         |                                                             |
| 6 oktober 2007 20:00 Jules Ottenstadion Gent                  | Gillet 19'                                                      | 1-0 1-1                 | 90' Sarki                                          | Jorgačević Gillet, Svetlicic, Grnčarov, Moia Thijs, Marić (90' Azofeifa), Grégoire Olufade (45' Vermouth), Żewłakow (46' Foley), Ruiz         |                                                             |
| 21 oktober 2007 20:30 Constant Vanden Stockstadion Anderlecht | RSC Anderlecht                                                  | 2-1                     | KAA Gent                                           | Jorgačević Gillet, Svetlicic, Grnčarov, Moia Grondin (81' Rosales), Thijs (46' Azofeifa), Marić Haznadar (46' Ruiz), Foley, Grégoire          | 15' Grondin 59' Marić 60' Moia 65' Azofeifa                 |
| 21 oktober 2007 20:30 Constant Vanden Stockstadion Anderlecht | Legear 14' Frutos 45'                                           | 1-0 2-0 2-1             | 46' Ruiz                                           | Jorgačević Gillet, Svetlicic, Grnčarov, Moia Grondin (81' Rosales), Thijs (46' Azofeifa), Marić Haznadar (46' Ruiz), Foley, Grégoire          | 15' Grondin 59' Marić 60' Moia 65' Azofeifa                 |
| 26 oktober 2007 20:30 Jules Ottenstadion Gent                 | KAA Gent                                                        | 2-0                     | RAEC Mons                                          | Jorgačević Gillet, Svetlicic (41' De Roeck), Grnčarov, Moia (84' Mutavdžić) Grondin, Azofeifa, Marić Ruiz, Foley, Grégoire (84' Olufade)      | 22' Grnčarov 73' Marić 90' Azofeifa                         |
| 26 oktober 2007 20:30 Jules Ottenstadion Gent                 | Azofeifa 15' Foley 34'                                          | 1-0 2-0                 |                                                    | Jorgačević Gillet, Svetlicic (41' De Roeck), Grnčarov, Moia (84' Mutavdžić) Grondin, Azofeifa, Marić Ruiz, Foley, Grégoire (84' Olufade)      | 22' Grnčarov 73' Marić 90' Azofeifa                         |
| 3 november 2007 20:00 Stayen Sint-Truiden                     | Sint-Truiden                                                    | 2-1                     | KAA Gent                                           | Jorgačević Gillet, Svetlicic, De Roeck (14' Čović), Moia Thijs, Azofeifa (82' Żewłakow), Ruiz Foley, Olufade, Grégoire (82' Vermouth)         | 22' Moia 64' Čović 84' Thijs                                |
| 3 november 2007 20:00 Stayen Sint-Truiden                     | Chimedza (pen.) 65' Chimedza (pen.) 94'                         | 0-1 1-1 2-1             | 63' Foley                                          | Jorgačević Gillet, Svetlicic, De Roeck (14' Čović), Moia Thijs, Azofeifa (82' Żewłakow), Ruiz Foley, Olufade, Grégoire (82' Vermouth)         | 22' Moia 64' Čović 84' Thijs                                |
| 11 november 2007 18:00 Jules Ottenstadion Gent                | KAA Gent                                                        | 4-1                     | KV Mechelen                                        | Jorgačević Gillet, Svetlicic, Grnčarov, Moia Thijs, Marić, Stoica (75' De Beule) Olufade, Foley (85' Żewłakow), Ruiz                          |                                                             |
| 11 november 2007 18:00 Jules Ottenstadion Gent                | Olufade 33' Ruiz 34' Foley 45' Olufade (pen.) 61'               | 0-1 1-1 2-1 3-1 4-1     | 17' Nong                                           | Jorgačević Gillet, Svetlicic, Grnčarov, Moia Thijs, Marić, Stoica (75' De Beule) Olufade, Foley (85' Żewłakow), Ruiz                          |                                                             |
| 2 december 2007 20:30 Jan Breydelstadion Brugge               | Club Brugge                                                     | 0-0                     | KAA Gent                                           | Jorgačević Gillet, Svetlicic, Grnčarov, Moia (28' Mutavdžić) Thijs, Marić, Stoica (89' Grondin) Żewłakow, Foley, Ruiz (66' Grégoire)          | 32' Thijs 58' Gillet 62' Svetlicic 76' Gillet               |
| 2 december 2007 20:30 Jan Breydelstadion Brugge               |                                                                 |                         |                                                    | Jorgačević Gillet, Svetlicic, Grnčarov, Moia (28' Mutavdžić) Thijs, Marić, Stoica (89' Grondin) Żewłakow, Foley, Ruiz (66' Grégoire)          | 32' Thijs 58' Gillet 62' Svetlicic 76' Gillet               |
| 8 december 2007 20:00 Jules Ottenstadion Gent                 | KAA Gent                                                        | 4-2                     | KSC Lokeren                                        | Jorgačević Marić, Čović, Grnčarov, Mutavdžić (74' Rosales) Thijs, Stoica (62' Azofeifa), Ruiz (91' Wittesaele) Żewłakow, Foley, Grégoire      | 55' Stoica 61' Ruiz 64' Čović                               |
| 8 december 2007 20:00 Jules Ottenstadion Gent                 | Ruiz 23' Ruiz 68' Foley 73' Ruiz 83'                            | 1-0 1-1 2-1 3-1 4-1 4-2 | 52' Tambwé 89' Tambwé                              | Jorgačević Marić, Čović, Grnčarov, Mutavdžić (74' Rosales) Thijs, Stoica (62' Azofeifa), Ruiz (91' Wittesaele) Żewłakow, Foley, Grégoire      | 55' Stoica 61' Ruiz 64' Čović                               |
| 16 december 2007 18:00 Stade du Pays Charleroi                | Sporting Charleroi                                              | 1-2                     | KAA Gent                                           | Jorgačević Gillet, Svetlicic, Grnčarov, Mutavdžić Thijs, Marić, Ruiz Żewłakow, Foley, Grégoire (78' Azofeifa)                                 | 56' Grnčarov                                                |
| 16 december 2007 18:00 Stade du Pays Charleroi                | Habibou 81'                                                     | 0-1 0-2 1-2             | 18' Foley 55' Grnčarov                             | Jorgačević Gillet, Svetlicic, Grnčarov, Mutavdžić Thijs, Marić, Ruiz Żewłakow, Foley, Grégoire (78' Azofeifa)                                 | 56' Grnčarov                                                |
| 22 december 2007 20:00 Jules Ottenstadion Gent                | KAA Gent                                                        | 2-4                     | Dender EH                                          | Jorgačević Gillet, Svetlicic, Grnčarov, Moia (72' Vermouth) Thijs, Marić, Ruiz Żewłakow, Foley, Grégoire                                      | 76' Thijs 86' Thijs                                         |
| 22 december 2007 20:00 Jules Ottenstadion Gent                | Foley (pen.) 33' Marić 68'                                      | 0-1 0-2 1-2 1-3 1-4 2-4 | 6' De Pever 19' Munyaneza 48' Sylla 62' Sylla      | Jorgačević Gillet, Svetlicic, Grnčarov, Moia (72' Vermouth) Thijs, Marić, Ruiz Żewłakow, Foley, Grégoire                                      | 76' Thijs 86' Thijs                                         |
| Terugronde                                                    |                                                                 |                         |                                                    | |                                                             |
| 20 januari 2008 18:00 Jules Ottenstadion Gent                 | KAA Gent                                                        | 2-0                     | Excelsior Moeskroen                                | Jorgačević Marić, De Roeck, Grnčarov, Mutavdžić (79' Moia) Grondin, De Beule (85' Vermouth), Fadiga (76' Haznadar) Żewłakow, Foley, Ruiz      | 68' Grnčarov                                                |
| 20 januari 2008 18:00 Jules Ottenstadion Gent                 | Ruiz 13' Żewłakow 64'                                           | 1-0 2-0                 |                                                    | Jorgačević Marić, De Roeck, Grnčarov, Mutavdžić (79' Moia) Grondin, De Beule (85' Vermouth), Fadiga (76' Haznadar) Żewłakow, Foley, Ruiz      | 68' Grnčarov                                                |
| 26 januari 2008 20:00 Cristal Arena Genk                      | KRC Genk                                                        | 3-3                     | KAA Gent                                           | Jorgačević Marić, De Roeck, Grnčarov, Mutavdžić Thijs, De Beule (66' Azofeifa), Fadiga (66' Olufade) Żewłakow (83' Grondin), Foley, Ruiz      | 15' Grnčarov 48' De Beule 64' De Roeck 65' Fadiga 84' Marić |
| 26 januari 2008 20:00 Cristal Arena Genk                      | Barda 7' Toth 56' Barda (pen.) 66'                              | 1-0 1-1 1-2 2-2 3-2 3-3 | 25' Ruiz 32' Foley 85' Foley                       | Jorgačević Marić, De Roeck, Grnčarov, Mutavdžić Thijs, De Beule (66' Azofeifa), Fadiga (66' Olufade) Żewłakow (83' Grondin), Foley, Ruiz      | 15' Grnčarov 48' De Beule 64' De Roeck 65' Fadiga 84' Marić |
| 2 februari 2008 20:00 Jules Ottenstadion Gent                 | KAA Gent                                                        | 1-0                     | FC Brussels                                        | Jorgačević Marić, De Roeck, Smoje (46' Grondin), Moia Thijs, De Beule, Fadiga (70' Rosales) Olufade (70' Vermouth), Foley, Ruiz               | 19' Moia 68' Marić                                          |
| 2 februari 2008 20:00 Jules Ottenstadion Gent                 | Ruiz 35'                                                        | 1-0                     |                                                    | Jorgačević Marić, De Roeck, Smoje (46' Grondin), Moia Thijs, De Beule, Fadiga (70' Rosales) Olufade (70' Vermouth), Foley, Ruiz               | 19' Moia 68' Marić                                          |
| 10 februari 2008 18:00 Regenboogstadion Waregem               | SV Zulte Waregem                                                | 2-1                     | KAA Gent                                           | Jorgačević Rosales, De Roeck (83' Ljubijankič), Šuler, Mutavdžić (83' Svetlicic) Thijs, De Beule, Fadiga Vermouth (77' Olufade), Foley, Ruiz  | 16' Thijs 37' De Roeck 43' Fadiga                           |
| 10 februari 2008 18:00 Regenboogstadion Waregem               | Roelandts 22' Barrios 76'                                       | 1-0 1-1 2-1             | 47' Šuler                                          | Jorgačević Rosales, De Roeck (83' Ljubijankič), Šuler, Mutavdžić (83' Svetlicic) Thijs, De Beule, Fadiga Vermouth (77' Olufade), Foley, Ruiz  | 16' Thijs 37' De Roeck 43' Fadiga                           |
| 15 februari 2008 20:30 Jules Ottenstadion Gent                | KAA Gent                                                        | 3-2                     | Cercle Brugge                                      | Jorgačević Rosales, De Roeck, Šuler, Moia Grondin (62' Azofeifa), Marić, Fadiga (74' Ljubijankič) Olufade (92' Svetlicic), Foley, Ruiz        | 59' Moia 75' Ljubijankič                                    |
| 15 februari 2008 20:30 Jules Ottenstadion Gent                | Olufade 29' Olufade 54' Marić 90'                               | 1-0 2-0 2-1 3-1 3-2     | 68' De Smet 93' Snelders                           | Jorgačević Rosales, De Roeck, Šuler, Moia Grondin (62' Azofeifa), Marić, Fadiga (74' Ljubijankič) Olufade (92' Svetlicic), Foley, Ruiz        | 59' Moia 75' Ljubijankič                                    |
| 23 februari 2008 20:00 Maurice Dufrasnestadion Luik           | Standard Luik                                                   | 0-0                     | KAA Gent                                           | Jorgačević Rosales, De Roeck, Šuler, Moia Thijs, Marić, Fadiga (82' Ljubijankič) Olufade (74' Vermouth), Foley, Ruiz                          | 67' Šuler                                                   |
| 23 februari 2008 20:00 Maurice Dufrasnestadion Luik           |                                                                 |                         |                                                    | Jorgačević Rosales, De Roeck, Šuler, Moia Thijs, Marić, Fadiga (82' Ljubijankič) Olufade (74' Vermouth), Foley, Ruiz                          | 67' Šuler                                                   |
| 1 maart 2008 20:00 Schierveldestadion Roeselare               | KSV Roeselare                                                   | 0-1                     | KAA Gent                                           | Jorgačević Rosales, De Roeck, Šuler, Mutavdžić Azofeifa (89' Haznadar), Marić, Fadiga (74' Thijs) Vermouth (66' Svetlicic), Ljubijankič, Ruiz | 50' Mutavdžić 51' Šuler 53' Azofeifa 86' De Roeck           |
| 1 maart 2008 20:00 Schierveldestadion Roeselare               |                                                                 | 0-1                     | 68' Ruiz                                           | Jorgačević Rosales, De Roeck, Šuler, Mutavdžić Azofeifa (89' Haznadar), Marić, Fadiga (74' Thijs) Vermouth (66' Svetlicic), Ljubijankič, Ruiz | 50' Mutavdžić 51' Šuler 53' Azofeifa 86' De Roeck           |
| 9 maart 2008 18:00 Jules Ottenstadion Gent                    | KAA Gent                                                        | 2-1                     | Germinal Beerschot                                 | Jorgačević Svetlicic, Thijs, Šuler, Mutavdžić (62' Moia) Grondin, Marić, Fadiga (68' Haznadar) Vermouth (78' Rosales), Foley, Ruiz            | 66' Thijs                                                   |
| 9 maart 2008 18:00 Jules Ottenstadion Gent                    | Ruiz 11' Foley 77'                                              | 1-0 1-1 2-1             | 59' Dheedene (pen.)                                | Jorgačević Svetlicic, Thijs, Šuler, Mutavdžić (62' Moia) Grondin, Marić, Fadiga (68' Haznadar) Vermouth (78' Rosales), Foley, Ruiz            | 66' Thijs                                                   |
| 15 maart 2008 20:00 't Kuipje Westerlo                        | KVC Westerlo                                                    | 2-0                     | KAA Gent                                           | Jorgačević Svetlicic (77' Moia), De Roeck (82' Azofeifa), Šuler, Rosales Thijs, Marić, Fadiga Vermouth (72' Haznadar), Foley, Ruiz            | 66' De Roeck                                                |
| 15 maart 2008 20:00 't Kuipje Westerlo                        | Dekelver 38' Van Imschoot (pen.) 67'                            | 1-0 2-0                 |                                                    | Jorgačević Svetlicic (77' Moia), De Roeck (82' Azofeifa), Šuler, Rosales Thijs, Marić, Fadiga Vermouth (72' Haznadar), Foley, Ruiz            | 66' De Roeck                                                |
| 23 maart 2008 18:00 Jules Ottenstadion Gent                   | KAA Gent                                                        | 2-3                     | RSC Anderlecht                                     | Jorgačević Rosales, Smoje (80' Grondin), Šuler, Mutavdžić Thijs, Marić, Azofeifa (68' Olufade) Ruiz, Foley, Fadiga (80' Haznadar)             | 32' Azofeifa 33' Mutavdžić 64' Smoje                        |
| 23 maart 2008 18:00 Jules Ottenstadion Gent                   | Foley 88' Haznadar 90'                                          | 0-1 0-2 0-3 1-3 2-3     | 24' Vlcek 38' Vlcek 65' Frutos (pen.)              | Jorgačević Rosales, Smoje (80' Grondin), Šuler, Mutavdžić Thijs, Marić, Azofeifa (68' Olufade) Ruiz, Foley, Fadiga (80' Haznadar)             | 32' Azofeifa 33' Mutavdžić 64' Smoje                        |
| 29 maart 2008 20:00 Stade Charles Tondreau Bergen             | RAEC Mons                                                       | 4-0                     | KAA Gent                                           | Jorgačević Svetlicic (75' Grondin), De Roeck, Šuler, Moia Thijs, Marić, Fadiga (62' Vermouth) Haznadar (45' Olufade), Foley, Ruiz             | 26' Šuler 36' Thijs 37' De Roeck                            |
| 29 maart 2008 20:00 Stade Charles Tondreau Bergen             | De Roeck (own) 3' Dahmane (pen.) 16' Stolica 53' Zoko 67'       | 1-0 2-0 3-0 4-0         |                                                    | Jorgačević Svetlicic (75' Grondin), De Roeck, Šuler, Moia Thijs, Marić, Fadiga (62' Vermouth) Haznadar (45' Olufade), Foley, Ruiz             | 26' Šuler 36' Thijs 37' De Roeck                            |
| 4 april 2008 20:30 Jules Ottenstadion Gent                    | KAA Gent                                                        | 2-3                     | Sint-Truiden                                       | Jorgačević Marić (28' Maldrie), De Roeck, Smoje, Mutavdžić Thijs (38' Grondin), Azofeifa (86' Vermouth), Fadiga Olufade, Foley, Ruiz          | 55' Smoje 62' Fadiga 69' Azofeifa                           |
| 4 april 2008 20:30 Jules Ottenstadion Gent                    | Olufade 48' Olufade (pen.) 61'                                  | 0-1 0-2 1-2 2-2 2-3     | 11' Buvens 20' Thijs (own) 89' Peeters             | Jorgačević Marić (28' Maldrie), De Roeck, Smoje, Mutavdžić Thijs (38' Grondin), Azofeifa (86' Vermouth), Fadiga Olufade, Foley, Ruiz          | 55' Smoje 62' Fadiga 69' Azofeifa                           |
| 12 april 2008 20:00 Achter de Kazerne Mechelen                | KV Mechelen                                                     | 1-0                     | KAA Gent                                           | Jorgačević Rosales (81' Vermouth), Smoje, Šuler, Mutavdžić Grondin (46' De Roeck), Azofeifa, Fadiga Olufade (74' Svetlicic), Foley, Ruiz      | 43' Smoje 66' Fadiga                                        |
| 12 april 2008 20:00 Achter de Kazerne Mechelen                | Vleminckx 87'                                                   | 1-0                     |                                                    | Jorgačević Rosales (81' Vermouth), Smoje, Šuler, Mutavdžić Grondin (46' De Roeck), Azofeifa, Fadiga Olufade (74' Svetlicic), Foley, Ruiz      | 43' Smoje 66' Fadiga                                        |
| 20 april 2008 18:00 Jules Ottenstadion Gent                   | KAA Gent                                                        | 0-0                     | Club Brugge                                        | Jorgačević Rosales, Šuler, Grnčarov, Mutavdžić De Roeck, Marić, Moia (65' Fadiga) Olufade (87' Vermouth), Foley, Ruiz                         | 21' Šuler 30' Ruiz                                          |
| 20 april 2008 18:00 Jules Ottenstadion Gent                   |                                                                 |                         |                                                    | Jorgačević Rosales, Šuler, Grnčarov, Mutavdžić De Roeck, Marić, Moia (65' Fadiga) Olufade (87' Vermouth), Foley, Ruiz                         | 21' Šuler 30' Ruiz                                          |
| 25 april 2008 20:30 Daknamstadion Lokeren                     | KSC Lokeren                                                     | 1-1                     | KAA Gent                                           | Jorgačević Rosales, Smoje, Šuler, Mutavdžić (46' Moia) De Roeck, Marić, Fadiga (84' De Beule) Olufade (89' Ljubijankič), Foley, Ruiz          | 84' Smoje                                                   |
| 25 april 2008 20:30 Daknamstadion Lokeren                     | Golan 78'                                                       | 0-1 1-1                 | 70' Olufade (pen.)                                 | Jorgačević Rosales, Smoje, Šuler, Mutavdžić (46' Moia) De Roeck, Marić, Fadiga (84' De Beule) Olufade (89' Ljubijankič), Foley, Ruiz          | 84' Smoje                                                   |
| 3 mei 2008 20:00 Jules Ottenstadion Gent                      | KAA Gent                                                        | 2-1                     | Sporting Charleroi                                 | Jorgačević Rosales, De Roeck, Šuler, Moia Grondin (80' De Beule), Azofeifa, Marić Olufade, Foley (88' Fadiga), Ruiz (80' Ljubijankič)         | 54' Rosales 85' Rosales                                     |
| 3 mei 2008 20:00 Jules Ottenstadion Gent                      | Foley 28' Azofeifa 72'                                          | 1-0 1-1 2-1             | 47' Akpala                                         | Jorgačević Rosales, De Roeck, Šuler, Moia Grondin (80' De Beule), Azofeifa, Marić Olufade, Foley (88' Fadiga), Ruiz (80' Ljubijankič)         | 54' Rosales 85' Rosales                                     |
| 10 mei 2008 20:00 Florent Beeckmanstadion Denderleeuw         | Dender EH                                                       | 0-3                     | KAA Gent                                           | Martinovic De Roeck, Šuler, Grnčarov, Mutavdžić Thijs (62' Fadiga), Azofeifa, Marić Vermouth (69' Ruiz), Foley (62' Ljubijankič), Olufade     | 27' De Roeck                                                |
| 10 mei 2008 20:00 Florent Beeckmanstadion Denderleeuw         |                                                                 | 0-1 0-2 0-3             | 2' Marić 22' Grnčarov 59' Azofeifa                 | Martinovic De Roeck, Šuler, Grnčarov, Mutavdžić Thijs (62' Fadiga), Azofeifa, Marić Vermouth (69' Ruiz), Foley (62' Ljubijankič), Olufade     | 27' De Roeck                                                |

### Overzicht
| Speeldag  | 1 | 2 | 3 | 4  | 5  | 6  | 7  | 8  | 9  | 10 | 11 | 12 | 13 | 14 | 15 | 16 | 17 | 18 | 19 | 20 | 21 | 22 | 23 | 24 | 25 | 26 | 27 | 28 | 29 | 30 | 31 | 32 | 33 | 34 |
| --------- | - | - | - | -- | -- | -- | -- | -- | -- | -- | -- | -- | -- | -- | -- | -- | -- | -- | -- | -- | -- | -- | -- | -- | -- | -- | -- | -- | -- | -- | -- | -- | -- | -- |
| Resultaat | w | w | w | g  | v  | g  | g  | g  | g  | v  | w  | v  | w  | g  | w  | w  | v  | w  | g  | w  | v  | w  | g  | w  | w  | v  | v  | v  | v  | v  | g  | g  | w  | w  |
| Punten    | 3 | 6 | 9 | 10 | 10 | 11 | 12 | 13 | 14 | 14 | 17 | 17 | 20 | 21 | 24 | 27 | 27 | 30 | 31 | 34 | 34 | 37 | 38 | 41 | 44 | 44 | 44 | 44 | 44 | 44 | 45 | 46 | 49 | 52 |
| Positie   | 1 | 1 | 1 | 2  | 3  | 5  | 6  | 7  | 7  | 8  | 8  | 10 | 8  | 8  | 6  | 6  | 6  | 5  | 5  | 5  | 6  | 6  | 6  | 6  | 6  | 6  | 6  | 6  | 6  | 7  | 7  | 6  | 6  | 6  |

### Klassement
|        |    |                                  | P  | W  | G  | V  | +  | -  | DS  | Ptn |
| ------ | -- | -------------------------------- | -- | -- | -- | -- | -- | -- | --- | --- |
| K      | 1  | R. Standard de Liège             | 34 | 22 | 11 | 1  | 61 | 19 | 42  | 77  |
| (CL)   | 2  | RSC Anderlecht                   | 34 | 21 | 7  | 6  | 59 | 31 | 28  | 70  |
| (UEFA) | 3  | Club Brugge KV                   | 34 | 20 | 7  | 7  | 45 | 30 | 15  | 67  |
|        | 4  | Cercle Brugge KSV                | 34 | 17 | 9  | 8  | 62 | 33 | 29  | 60  |
|        | 5  | Germinal Beerschot               | 34 | 16 | 7  | 11 | 46 | 34 | 12  | 55  |
| (UEFA) | 6  | KAA Gent                         | 34 | 14 | 10 | 10 | 57 | 46 | 11  | 52  |
|        | 7  | SV Zulte Waregem                 | 34 | 13 | 8  | 13 | 47 | 54 | -7  | 47  |
|        | 8  | R. Sporting du Pays de Charleroi | 34 | 13 | 7  | 14 | 41 | 45 | -4  | 46  |
|        | 9  | KVC Westerlo                     | 34 | 12 | 9  | 13 | 43 | 37 | 6   | 45  |
|        | 10 | KRC Genk                         | 34 | 12 | 9  | 13 | 54 | 55 | -1  | 45  |
|        | 11 | R. Excelsior Mouscron            | 34 | 12 | 6  | 16 | 38 | 43 | -5  | 42  |
|        | 12 | KSC Lokeren Oost-Vlaanderen      | 34 | 9  | 15 | 10 | 32 | 33 | -1  | 42  |
|        | 13 | KV Mechelen                      | 34 | 10 | 10 | 14 | 45 | 52 | -7  | 40  |
|        | 14 | KSV Roeselare                    | 34 | 9  | 11 | 14 | 36 | 55 | -19 | 38  |
|        | 15 | FCV Dender EH                    | 34 | 9  | 6  | 19 | 33 | 59 | -26 | 33  |
|        | 16 | RAEC Mons                        | 34 | 7  | 12 | 15 | 37 | 45 | -8  | 33  |
| D      | 17 | K. Sint-Truidense VV             | 34 | 6  | 9  | 19 | 32 | 58 | -26 | 27  |
| D      | 18 | FC Brussels                      | 34 | 4  | 7  | 23 | 27 | 66 | -39 | 19  |

P: wedstrijden gespeeld, W: wedstrijden gewonnen, G: gelijke spelen, V: wedstrijden verloren, +: gescoorde doelpunten, -: doelpunten tegen, DS: doelsaldo, Ptn: totaal punten
K: kampioen, D: degradeert, (beker): bekerwinnaar, (CL): geplaatst voor Champions League, (UEFA): geplaatst voor UEFA-beker

## Beker van België
| Beker van België                                    |                                                           |                         |                                   | |                         |
| Wedstrijddetails                                    | Thuisploeg                                                | Uitslag                 | Uitploeg                          | Opstelling | Kaarten                 |
| 1/16 finales                                        |                                                           |                         |                                   | |                         |
| 24 november 2007 20:00 Jules Ottenstadion Gent      | KAA Gent                                                  | 2-0                     | KVK Tienen                        | Martinovic Grondin, Svetlicic, Grnčarov, Mutavdžić (76' Grégoire) Thijs, Marić (85' Żewłakow), Stoica (76' Gillet) Olufade, Foley, Ruiz            | 10' Grondin             |
| 24 november 2007 20:00 Jules Ottenstadion Gent      | Marić 8' Thijs 49'                                        | 1-0 2-0                 |                                   | Martinovic Grondin, Svetlicic, Grnčarov, Mutavdžić (76' Grégoire) Thijs, Marić (85' Żewłakow), Stoica (76' Gillet) Olufade, Foley, Ruiz            | 10' Grondin             |
| 1/8 finales                                         |                                                           |                         |                                   | |                         |
| 12 januari 2008 20:00 Stade Charles Tondreau Bergen | RAEC Mons                                                 | 0-1                     | KAA Gent                          | Jorgačević Marić, Smoje (19' Grnčarov), De Roeck, Mutavdžić Thijs, Fadiga (68' De Beule), Azofeifa (99' Vermouth) Żewłakow, Foley, Ruiz            | 71' Foley 78' De Roeck  |
| 12 januari 2008 20:00 Stade Charles Tondreau Bergen |                                                           | 0-1                     | 113' Vermouth                     | Jorgačević Marić, Smoje (19' Grnčarov), De Roeck, Mutavdžić Thijs, Fadiga (68' De Beule), Azofeifa (99' Vermouth) Żewłakow, Foley, Ruiz            | 71' Foley 78' De Roeck  |
| 1/4 finales                                         |                                                           |                         |                                   | |                         |
| 30 januari 2008 20:30 Guldensporenstadion Kortrijk  | KV Kortrijk                                               | 5-1                     | KAA Gent                          | Jorgačević Grondin (63' Rosales), Smoje, Grnčarov (72' Thijs), Moia Marić, Azofeifa, Ruiz Żewłakow (77' Haznadar), Foley, Olufade                  | 8' Grnčarov 64' Foley   |
| 30 januari 2008 20:30 Guldensporenstadion Kortrijk  | Bakx 12' Bakx 43' Nfor 54' Bakx 64' Bétrémieux (pen.) 92' | 1-0 2-0 3-0 4-0 4-1 5-1 | 73' Ruiz                          | Jorgačević Grondin (63' Rosales), Smoje, Grnčarov (72' Thijs), Moia Marić, Azofeifa, Ruiz Żewłakow (77' Haznadar), Foley, Olufade                  | 8' Grnčarov 64' Foley   |
| 27 februari 2008 20:30 Jules Ottenstadion Gent      | KAA Gent                                                  | 4-0                     | KV Kortrijk                       | Jorgačević Rosales, Šuler, De Roeck (78' Svetlicic), Mutavdžić Marić, Azofeifa, Fadiga (88' Wittesaele) Vermouth (78' Haznadar), Ljubijankič, Ruiz | 39' Marić 57' Mutavdžić |
| 27 februari 2008 20:30 Jules Ottenstadion Gent      | Marić 12' Marić 21' Mutavdžić 80' Ljubijankič 91'         | 1-0 2-0 3-0 4-0         |                                   | Jorgačević Rosales, Šuler, De Roeck (78' Svetlicic), Mutavdžić Marić, Azofeifa, Fadiga (88' Wittesaele) Vermouth (78' Haznadar), Ljubijankič, Ruiz | 39' Marić 57' Mutavdžić |
| 1/2 finales                                         |                                                           |                         |                                   | |                         |
| 18 maart 2008 20:45 Maurice Dufrasnestadion Luik    | Standard Luik                                             | 2-2                     | KAA Gent                          | Jorgačević Rosales, Šuler, De Roeck, Moia (77' Mutavdžić) Thijs, Azofeifa, Grondin (46' Fadiga) Vermouth (66' Haznadar), Foley, Ruiz               | 60' Šuler 66' Moia      |
| 18 maart 2008 20:45 Maurice Dufrasnestadion Luik    | De Camargo 18' Mbokani 35'                                | 1-0 2-0 2-1 2-2         | 70' Azofeifa 89' Ruiz             | Jorgačević Rosales, Šuler, De Roeck, Moia (77' Mutavdžić) Thijs, Azofeifa, Grondin (46' Fadiga) Vermouth (66' Haznadar), Foley, Ruiz               | 60' Šuler 66' Moia      |
| 15 april 2008 20:45 Jules Ottenstadion Gent         | KAA Gent                                                  | 4-0                     | Standard Luik                     | Jorgačević Rosales, Šuler, Smoje, Mutavdžić (72' Vermouth) De Roeck (86' Grondin), Marić (84' Azofeifa), Moia Foley, Ruiz, Olufade                 | 23' Marić               |
| 15 april 2008 20:45 Jules Ottenstadion Gent         | Foley 45' Ruiz 68' Moia 70' Vermouth 82'                  | 1-0 2-0 3-0 4-0         |                                   | Jorgačević Rosales, Šuler, Smoje, Mutavdžić (72' Vermouth) De Roeck (86' Grondin), Marić (84' Azofeifa), Moia Foley, Ruiz, Olufade                 | 23' Marić               |
| Finale                                              |                                                           |                         |                                   | |                         |
| 18 mei 2008 16:30 Koning Boudewijnstadion Brussel   | KAA Gent                                                  | 2-3                     | RSC Anderlecht                    | Jorgačević Rosales, Šuler, De Roeck (86' Azofeifa), Mutavdžić Thijs, Fadiga (75' Vermouth), Marić Olufade (75' Ljubijankič), Foley, Ruiz           | 12' Thijs 89' Marić     |
| 18 mei 2008 16:30 Koning Boudewijnstadion Brussel   | Foley 7' Olufade 33'                                      | 1-0 1-1 2-1 2-2 2-3     | 8' Polak 70' Boussoufa 72' Gillet | Jorgačević Rosales, Šuler, De Roeck (86' Azofeifa), Mutavdžić Thijs, Fadiga (75' Vermouth), Marić Olufade (75' Ljubijankič), Foley, Ruiz           | 12' Thijs 89' Marić     |

## Europees

### Voorrondes
| Intertoto Cup                              |                          |                 |                                                | |                         |
| Wedstrijddetails                           | Thuisploeg               | Uitslag         | Uitploeg                                       | Opstelling | Kaarten                 |
| Tweede voorronde                           |                          |                 |                                                | |                         |
| 7 juli 2007 19:30 Jules Ottenstadion Gent  | KAA Gent                 | 2-0             | Cliftonville FC                                | Martinovic Gillet, Grnčarov, Svetlicic, Mutavdžić (79' Moia) De Beule, Grondin, Stoica (90' Haznadar) Olufade (70' Żewłakow), Foley, Grégoire | ?' Gillet 90' Grégoire  |
| 7 juli 2007 19:30 Jules Ottenstadion Gent  | Foley 8' Foley 63'       | 1-0 2-0         |                                                | Martinovic Gillet, Grnčarov, Svetlicic, Mutavdžić (79' Moia) De Beule, Grondin, Stoica (90' Haznadar) Olufade (70' Żewłakow), Foley, Grégoire | ?' Gillet 90' Grégoire  |
| 14 juli 2007 15:00 Solitude Belfast        | Cliftonville FC          | 0-4             | KAA Gent                                       | Martinovic Gillet, Grnčarov, Svetlicic, Moia De Beule, Grondin (54' Pavlović), Stoica (70' Rosales) Olufade, Foley, Żewłakow (80' Mirvić)     | ?' Moia 80' Svetlicic   |
| 14 juli 2007 15:00 Solitude Belfast        |                          | 0-1 0-2 0-3 0-4 | 12' Foley 44' Olufade 45' De Beule 85' Olufade | Martinovic Gillet, Grnčarov, Svetlicic, Moia De Beule, Grondin (54' Pavlović), Stoica (70' Rosales) Olufade, Foley, Żewłakow (80' Mirvić)     | ?' Moia 80' Svetlicic   |
| Derde voorronde                            |                          |                 |                                                | |                         |
| 21 juli 2007 19:30 Jules Ottenstadion Gent | KAA Gent                 | 1-1             | Aalborg BK                                     | Martinovic Gillet, Grnčarov, Mutavdžić, Moia (76' Vermouth) De Beule, Grondin, Azofeifa (87' Haznadar) Olufade, Foley, Żewłakow               | 88' De Beule            |
| 21 juli 2007 19:30 Jules Ottenstadion Gent | Olufade (pen.) 48'       | 1-0 1-1         | 56' Nomvethe                                   | Martinovic Gillet, Grnčarov, Mutavdžić, Moia (76' Vermouth) De Beule, Grondin, Azofeifa (87' Haznadar) Olufade, Foley, Żewłakow               | 88' De Beule            |
| 29 juli 2007 18:00 Nordjyske Arena Aalborg | Aalborg BK               | 2-1             | KAA Gent                                       | Martinovic Gillet (82' Vermouth), Svetlicic (20' Moia), Grnčarov, Mutavdžić Grondin, De Beule, Stoica (82' Ruiz) Olufade, Foley, Żewłakow     | 60' Gillet 74' Żewłakow |
| 29 juli 2007 18:00 Nordjyske Arena Aalborg | Califf 31' Johansson 79' | 0-1 1-1 2-1     | 27' Olufade                                    | Martinovic Gillet (82' Vermouth), Svetlicic (20' Moia), Grnčarov, Mutavdžić Grondin, De Beule, Stoica (82' Ruiz) Olufade, Foley, Żewłakow     | 60' Gillet 74' Żewłakow |